# Mochlodon suessi
Mochlodon är ett släkte av iguanodonter från yngre krita. Den troddes först vara en art av Iguanodon, men placerades senare in i Rhabdodon.  Nyligen placerades den preliminärt, tillsammans med beskrivningen av Zalmoxes, in i ett eget släkte. Dess fossila lämningar hittades i det som idag är Österrike. Typarten bestod av underkäken och två ryggkotor. Dessa beskrevs första gången år 1871. Typarten är Mochlodon suessi.